# Wappen der Gemeinde Saarfels
Das Wappen der Gemeinde Saarfels war von 1970 bis zur Eingemeindung nach Beckingen im Jahr 1974 deren offizielles Hoheitszeichen. Das Wappen ist durch einen roten Wellenschrägbalken geteilt und zeigt oben in Silber einen roten Schlüssel und unten in Gold ein schwarzes Kreuz.

## Geschichte
Das Wappen wurde aus Anlass der 750-Jahr-Feier von Saarfels am 3. August 1970 durch das Ministerium des Innern des Saarlandes der Gemeinde verliehen.

## Wappenbegründung
Die Gestaltung des Gemeindewappens gibt Aufschluss über Namen und Geschichte des Dorfes. Der Wellenschrägbalken symbolisiert die Saar und damit auch die Namensbezeichnung Saarfels, die das Dorf erst am 16. Mai 1923 erhalten hat.
Das Kreuz im Wappen symbolisiert den historischen Wendelinusgedenkstein sowie das Kloster beziehungsweise die Abtei Mettlach. Die Abtei Mettlach teilte sich die Grundherrlichkeit über Saarfels mit der Herrschaft Montclair. Da das Kreuz schwebend und nicht, wie es die heraldischen Richtlinien vorschreiben, durchgehend ist, stellt es lediglich eine gedankliche Anlehnung an den Deutschritterorden dar, der in Saarfels ebenfalls mit Rechten ausgestattet war.
Die Herrschaft Montclair wird durch den Schlüssel versinnlicht. Diesen Schlüssel findet man ebenfalls in den Wappen der Herren von Montclair, von Sierck und des Grafen von Sayn. Die Farben des Wappens entstammen den Wappenfarben der Herzöge von Lothringen gewählt. Diese hatten in Saarfels die Landeshoheit. Der Schlüssel ist gleichzeitig eine diskrete Anspielung an den früheren Namen von Saarfels.